# Mount Finlayson
Der Mount Finlayson ist ein 419 m hoher Berg in der kanadischen Provinz British Columbia. Er liegt am Finlayson Arm, dem Ende des Saanich Inlets, rund 20 Kilometer nordwestlich von Victoria auf Vancouver Island. Der Berg liegt im Goldstream Provincial Park und gehört zur Gowlland Range, als Teil der Vancouver Island Ranges.
Der Mount Finlayson ist nach Roderick Finlayson, einem Hauptbuchhalter der Hudson’s Bay Company, benannt.